# Kalina Bulharská
Kalina Bulharská (* 19. ledna 1972, Madrid) je dcera bývalého bulharského cara Simeona II. a jeho manželky Margarity Gómez-Acebo y Cejuela a bulharská princezna.

## Život
Narodila se 19. ledna 1972 v Madridu jako dcera bývalého bulharského cara Simeona II. a jeho manželky Margarity Gómez-Acebo y Cejuela. Středoškolské vzdělání získala ve Francii.
Dne 26. října 2002 se vdala za Antonia "Kitín" Muñoz y Valcárcel španělského humanistu. Svatba probíhala v katolickém duchu ale pár získal i pravoslavné požehnání. Spolu mají jednoho syna:
- Simeon Hassan Muñoz (nar. 14. března 2007)

Její syn byl pojmenován po svém dědečkovi caru Simeonovi II. a marockém králi Hasanovi II. (z důvodu přátelství s marockou královskou rodinou). Pokřtěn byl v Bulharské pravoslavné církvi. Jeho kmotry byli marocký král Muhammad VI. a princezna Irena Řecká a Dánská.